# 달리는 라디오 (대구주말)
장인환, 신혜림의 주말 달리는 라디오는 TBN 대구교통방송(대구 FM 103.9, 김천 FM 95.9MHz)에서 주말 저녁 6시부터 저녁 7시 53분까지 방송되는 대구 경북권 지역의 라디오 프로그램이다.

## 코너소개

### 매일코너
- 세계의 신기한 OX잡학사전
- 新세상풍자만담 이러쿵 저러쿵 "도니와 혜니"
- 내 청춘 달라高

## 요일코너

### 토요일
- 개코퀴즈~

### 일요일
- 재치캐치 퀴즈~